# 釜山迴旋踢事件
釜山迴旋踢事件是2022年5月22日清晨5時發生在韓國釜山廣域市釜山镇区西面的無差別攻擊及強姦未遂謀殺事件。1992年出生的李賢宇是案中的加害者，其最終被判處20年有期徒刑。

## 過程
20多歲金姓女子在返家途中，遭30歲李姓男子從背後襲擊，並對女子踹數腳使其當場失去意識。男子被捕後堅稱沒有殺人和性侵意圖。監視器畫面在同年11月30日對外公開，不過卻有一段長達7分鐘的影像未見李男、被害女子的身影，李姓男子試圖靠近等候電梯的金女，他從後方抬起左腿踹女方頭部，女方頭部重擊牆壁、失去重心倒地不起，然而李男卻又上前用腳重踩女方頭部5次。
警方接獲報案進行調查後，發現加害者女友將加害者藏於自家屋中，並對警方撒謊，企圖誤導警方辦案。案發現場第一目擊者指出，加害者當下的上衣上撩且下半身褲子的紐扣解開，對其指出性犯罪的指控，但韓國警方並未檢測出加害者的DNA，直到二審時才檢測到加害者的Y染色體。
韓國電視台JTBC《事件追蹤》內容指出，受害女子傷勢非常嚴重，雖然生命無大礙，男嫌襲擊卻造成她顱內出血、腦損傷、雙腿永久性殘疾。

## 加害者身份
韓國警方在最初調查時稱此案犯罪的嚴重性和殘忍性不符合披露個人資訊的標準。經韓國警方調查，男嫌曾任職於保全公司，其前科紀錄包含竊盜罪、傷害罪等。受害女性金某曾向警方、檢方要求向外界公開李男的個人情報，不過卻遭到回絕，YouTuber「Caracula偵探事務所」在採訪完金某後，決定在2023年6月2日上傳的影片公布李男的長相、姓名、年齡等個人資料。對於透過私刑方式人肉搜索，YouTube稱已收到侵害隱私的申訴，「Caracula偵探事務所」則表示是為了分擔受害者的痛苦而「伸張正義」。最終，加害者身分於最高法院訴訟結果中正式揭露，法院判處披露個人資訊10年、限制他在兒童、青少年和殘障相關機構就業，並命令佩戴電子腳鐐定位追蹤20年。

## 訴訟
此案在2022年10月一審宣判李男判處12年有期徒刑，與其關押在同一室的囚犯指李男稱「如果出獄，就會殺死受害者並進行性暴力」。李男在一審審理期間，於看守所內除了揚言報復受害者外，企圖越獄並計畫報復起訴的檢察官及判案法官。
檢察官在受害女子遇襲時所穿褲子檢測到男子的DNA後，將其指控加重改為性侵及謀殺未遂，並在上訴法庭聽證會要求將他判處35年徒刑，釜山上訴法院在2023年6月12日做出二審判決，加重刑期，判處20年徒刑。法院在判決指出，這起事件不是簡單的襲擊，而是以性侵犯為目的的襲擊，除了判處有期徒刑外，亦要求披露個人資訊10年、限制他在兒童、青少年和殘障相關機構就業，並命令佩戴電子腳鐐定位追蹤20年及完成80小時的性暴力防治課程。
李姓男子對此不服，提出上訴，其辯護律師稱「在實施本案前，曾大量飲酒，處於醉酒狀態」、「他的精神狀態不穩定，包括由於精神藥物的作用而出現幻聽」，最高法院對此審查李姓男子是否有強姦意圖或謀殺意圖，並決定是否證明其精神和身體虛弱。最高法院最終在2023年9月21日宣判維持二審判決結果定讞。

## 究責
事件發生後，金姓女子追究調查不力的責任，對國家提起了損害賠償訴訟，其委任律師指出「執法部門缺乏理解受害者的意願和能力」，並表示檢調單位以「偵查不公開」為由拒絕與受害者分享辦案證據。《女性經濟日報》的專題報導則指出加害者「罪大惡極」，但因刑期過低進而影響民眾對於韓國司法系統遏制犯罪的信任度。

## 延伸事件
2023年12月，韓國警方對一名20多歲的男子因在社群網路上多次向「釜山迴旋踢事件」的受害者發送辱罵等訊息進行立案。隨後在翌年2月，釜山鎭警察署以《性暴力犯罪懲治特別法》及恐嚇罪將該名男子移送檢察署偵辦。首爾西部地方檢察廳侵害婦女兒童犯罪調查部鄭賢勝檢察官在2024年5月8日宣布以《性暴力犯罪懲治特別法》、《跟蹤犯罪處罰法》及恐嚇罪對該名男子正式起訴，並指出該男子於2023年8月11日至10月4日期間連續多次發送威脅簡訊，導致受害者感到焦慮和恐懼。

## 衍生作品
受害者金姓女子在事件發生後以「金珍珠」作為筆名出版《我會戰鬥。沒有死？》，其在撰寫期間會見包括犯罪受害者及其家人在內的近100人且為受害者提出了具體的計劃，並參與「韓國犯罪受害者社群」所舉辦的救濟活動。
導演林勇在以此事件為核心進行改編電影《只能成為惡魔》，由全烋星、延濟亨等共同出演，並由受害者「金珍珠」作為劇本諮詢參與其中。